# 塔甘卡站 (塔甘卡-紅普列斯尼亞線)
塔甘卡站（羅馬化：Taganskaya）是莫斯科地鐵在莫斯科中央行政區塔甘卡區的一個車站。此站位於塔甘卡－紅普列斯尼亞線上。

## 外部連結
- Mymetro
- KartaMetro.info （页面存档备份，存于） – Station location and exits on Moscow map (English/Russian)